# جنتيشبيك نزارالييف
جنيشبيك نزارالييف - دكتور في الطب ، بروفيسور، مؤسس المركز الطبي لدكتور نزارالييف، عضو في الأكاديمية الروسية للعلوم الطبية، وعضو في الاتحاد العالمي للصحة النفسية (سبرينغفيلد، الولايات المتحدة الأمريكية)، منسق المكتب الإقليمي لآسيا الوسطى (المجلس الدولي للإدمان الكحول والمخدرات) (لوزان، سويسرا)، عضو في جمعية علم النفس (بالو ألتو، الولايات المتحدة الأمريكية)، وعضو في جمعية علم النفس الإنساني (ألاميدا، الولايات المتحدة الأمريكية)، رئيس الرابطة العالمية «العقل من دون المخدرات»، ومرشح للرئاسة في انتخابات قيرغيزستان  2009. الجنسية: قيرغيزي. متزوج. طفلين. الزوجة سوبوتينا ناتاليا

## طريقة العلاج "نزارالييف
طريقة العلاج لبروفيسور نزارالييف علاج إدمان المخدرات والكحول: تم الحصول على براءة الاختراع من قبل المؤلف بروفيسور جنيشبيك نزارالييف في عام 1998. وتستند هذه الطريقة على البرنامج يتكون من أربعة مراحل. في المرحلة الأولى والثانية يتعرض الجسم إلى عملية إزالة السموم، وانتعاش الجسم من الداخل، والمرحلة الثالثة تتضمن بداية التحول النفسي، بما في ذلك تقنيات التامل الشرقية وكنتيجة للعلاج يولد الشخص واعيا ولا شعوريا مع رفض المخدرات. يتعلم المريض أن يعيش في وئام مع نفسه من خلال احتياطيات العاطفية الخاصة، دون الحاجة إلى المنشطات الكيماوية (الرفض ليس فقط من المخدرات، ولكن أيضا من مضادات الاكتئاب، التي غالبا ما توصف للمرضى عيادات علاج الإدمان).
المرحلة الرابعة النهائية تكمل المرحلة الثالثة. وتشمل تدريب تغيير النفسية، والجلسة المماثلة مع التنويم المغناطيسي - العلاج النفسي الإجهاد الطاقي، اعتمادا على الخصائص النفسية للمريض فرصة اختيار العلاج البديل- الحج 250 كيلوميتر سيرا على الأقدام. بالإضافة إلى العلاج لمدمن المخدرات يضم في المركز الطبي لدكتور نزارالييف تصحيح الصحة النفسية والنفسانية لأشخاص الذين يسمون الشخص المرافق. لبدء العلاج، يجب على المريض الاعتراف بأنه مريض.
7 يونيو 2011 في موسكو اثناء الاجتماع المشترك للمجلس العلمي للإدمان التابع للأكاديمية الروسية للعلوم الطبية والمجلس الأكاديمي للمركز القومي للبحوث التابع لزوارة الصحة تم نشر التقرير البحثي يوصف طريقة العلاج. كالنتيجة للاجتماع، تم التحقق من صحة وفعالية طريقة العلاج نزارالييف، ووافقت طريقة للاستحدام على الأراضي الروسية. ومع ذلك، لا يزال البروفيسور للعمل في وطنه ويستقبل المرضى من كل انحاء هذا الكوكب. مئات المرضى من أوروبا والولايات المتحدة ورابطة الدول المستقلة والعالم العربي، وأستراليا كل عام يتعالجون من قبل طريقة بروفيسور نزارالييف.
في عام 2013 بروفيسور جنيشبيك نزارالييف أظهر طريقته في علاج إدمان المخدرات اثناء المشروع التلفيزيوني "Doctor Life"

## الأنشطة العامة

### الرابطة العالمية "العقل من دون مخدرات
في الثاني من فبراير لعام 2012 شرعت الرابطة العالمية «العقل من دون مخدرات» وكتجسيد لبرنامجها بعمر 50 سنة في مكافحة المخدرات ببدء المشروع الدولي MayaPlanet لفترة 18 أشهر. والهدف من المشروع الوقاية من وباء الإدمان العالمي، وإزالة الستار عن حياة مدمني المخدرات، وإعطاء فرصة للجميع حول العالم لسماع الحقيقة من المدمنين أنفسهم ومن أسرهم، وتدمير الخزعبلات حول المخدرات على الصعيد العالمي.
استجابات الرابطة العالمية على مبادرة الإدارة الروسية لمكافحة المخدرات ودعوت خبراء من عديد الدول لجمع آرائهم في هذه الموضوع. عقد المؤتمر 25 أبريل 2012 على موقع رسمي لمشروع.
و جذب أكثر من 200 ألف مراقبين. وأعتمادا على نتائج المؤتمر ارسلت الرابطة العالمية تقرير إلى السلطات المختصة. في أغسطس انسحب إدارة مكافحة المخدرات الاتحادية الروسية مشروع قانونها.
في يوم عالمي لمكافحة المخدرات 26 يونيو الرابطة العالمية «العقل من دون المخدرات» نظمت المؤتمر بمشاركة كبار الزعماء الدينيين والسياسيين وكذلك المثقفين: الدالاي لاما الرابع عشر، غابرييل غارسيا ماركيز، رئيس وزراء أستراليا جوليا جيلارد وسياسية روسية فالنتينا ماتفيينكو، وما إلى ذلك. كل واحد من 12 مشهورين عالمياً كتبوا بيان موجه للعالم، خاصة عالم الشباب ومدمنون المخدرات. حضر المؤتمر 72 من خبراء العالمية من سياسيين، عالميين، رياضيين. «نظرة جديدة في مكافحة المخدرات واساليب المبتكرة لوقاية منه.» – أصبحت من أكبر مؤتمرات عبر الإنترنيت وجمعت جمهور أكثر من 850 ألف شخصا.

### المشروع التعليمي الوقائي التلفيزيوني "Doctor Life
المشروع التعليمي Doctor Life على شكل تلفزيون الواقع حول مرضى المخدرات الذين يرغبون بالتعافي. في المركز الطبي لدكتور جينيشبيك نازاراليف (بيشكيك، قيرغيزستان) ثمانية مدمنين مروا بالبرنامج الكامل للعلاج وإعادة التأهيل المؤلف من قبل البروفيسور. المرضى التقليدين في عيادات الإدمان يحاولون بعناية إخفاء إدمانهم والتعامل بسرية تامة. أبطال مشروع يظهرون أمام العالم بطريقة منفتحة.
وفقا لصاحب الفكرة الأستاذ جينيشبيك نازاراليف فإن الهدف الرئيسي من هذا المشروع يكمن في تغيير مجموعة من الصور النمطية الاجتماعية إلى الناس المدمنين على المخدرات. ويهدف المشروع إلى تغيير الوضع الحالي على المستوى الدولي. وتمت ترجمة كل حلقة إلى سبع لغات، منها الإنكليزية والفرنسية والإسبانية والصينية والعربية، الخ.
الشعار الرئيسي للعرض «نحن لا نعد - نحن نعطي فرصة». لا يمكنك إجبار المريض على الشفاء، ولكن يمكن مساعدته، إذا كان يسعى للتعافي.

## إنجازات بروفيسور جنيشبيك نزارالييف
في عام 2001 بروفيسور جنيشبيك نزارالييف كان فائزا في ترشيح «طبيب عام 2001»
في عام 2002 معهد السير الذاتية سمي نزارالييف «رجل 2002». وحصل على الميدالية «قائدا بارزا».
في عام 2003 حصل على دبلوم الفائز من اللجنة الدولية لمكافحة تعاطي المخدرات لمساهمته في التصدي لخطر المخدرات (موسكو، روسيا). بالإضافة إلى الأنشطة المهنية، نزارالييف عمل في مجال السياسة والحياة العامكة.
في عام 2011 توصي طريقة علاج الإدمان المؤلفة من قبل بروفيسور نزارالييف في روسيا في اجتماع مشترك للمجلس العلمي للإدمان التابع للأكاديمية الروسية للعلوم الطبية والمجلس العلمي للمركز القومي للبحوث وزارة الصحة. .
في عام 2014 تم ترشيح بروفيسور نزارالييف لجائزة النوبل للسلام بمبادرة المنظمة اليمنية لمكافحة المخدرات «أصدقاء الحياة»

## الروابط
المركز الطبي لدكتور نزارالييف 